# حمام حاج محمد سعیدا و حمام قدیمی
حمام حاج محمد سعیدا وحمام قدیمی مربوط به دوره قاجار است و در اردکان، محله چرخاب، مجاور حسینیه چرخاب واقع شده و این اثر در تاریخ ۱۶ آذر ۱۳۷۶ با شمارهٔ ثبت ۱۹۳۶ به‌عنوان یکی از آثار ملی ایران به ثبت رسیده است.